# Bjarte Myrhol
Bjarte Håkon Myrhol, né le 29 mai 1982 à Oslo, est un joueur de handball international norvégien évoluant au poste de pivot.

## Biographie
Source : « Biographie de Bjarte Myrhol » [archive du 1er juillet 2013], sur vestiaire.handnews.fr, 13 mars 2013 (consulté le 15 septembre 2021). 

### Débuts au Vestli IL
Sa carrière dans le handball a commencé au Vestli IL, club de la banlieue d'Oslo. Depuis qu'il a 5 ans, il joue au handball, mais il est aussi passé par le football, le tennis et un peu de basket. Beaucoup de ses amis jouaient au hockey, mais un compromis a été trouvé et ils jouaient au Bandy en roller. D'après Myrhol lui-même, ces moments restent de bons souvenirs : « On jouait dans le quartier, entre les garages, les parties étaient acharnées et on a eu quelques petits problèmes avec les voisins, mais c'était toujours passionnant. »

### Sandefjord (2002-2005)
En 2002, à 19 ans, il décide de rejoindre Sandefjord, la meilleure équipe de handball en Norvège (6 titres de champion de Norvège entre 2000 et 2006) et avec Bård Tonning comme entraîneur, il progresse énormément. Il y a donc remporté 6 titres en 3 ans, trois titres de champion de Norvège et trois Coupes de Norvège, le bilan est donc forcément positif mais le pas n'a pas été évident à franchir. « Comme la plupart de mes amis jouait dans mon club, ce fut une décision très difficile de le quitter pour Sandefjord à 19 ans. Cependant avec le temps, je me rend compte que j'ai fait le bon choix. Ce fut trois années fantastiques dans ma carrière, et deux de mes coéquipiers, Kristoffer Moen (qui fut testé à Dunkerque en janvier 2009 et qui joue maintenant en Bundesliga 2.) et Kenneth Klev (passé par VfL Gummersbach et jouant maintenant dans le même club que Kristoffer Moen), étaient aussi mes colocataires, l'ambiance était vraiment énorme. »
A Sandefjord, il a aussi rencontré sa petite amie Charlotte avec qui il est toujours aujourd'hui. « Elle a toujours été très patiente, le handball étant la chose la plus importante pour moi dans la vie. Aujourd'hui, je lui suis très reconnaissant, ça n'a pas dû être facile tous les jours ! » Lors de sa dernière saison à Sandefjord, il est même élu joueur de l'année par les entraîneurs et les joueurs du championnat. Ce fut comme un diplôme pour lui, une nouvelle étape de franchie dans son rêve pour devenir joueur de handball de haut niveau. Il reçoit alors plusieurs offres d'autres clubs, mais quand une offre d'un grand club comme le KC Veszprém arrive, la décision fut rapidement prise. « Je voulais essayer quelque chose de nouveau, quelque chose qui n'avait pas était faite par les joueurs norvégiens ou scandinave, jouer en Hongrie. »

### Veszprém (2005-2006)
« Au KC Veszprém, j'ai été confronté à de nombreux défis, mais heureusement j'avais Charlotte avec moi. Le hongrois est toujours le plus grand des défis pour les étrangers. L'équipe était composée principalement d'ex-yougoslaves, de hongrois et de russes. Presque personne ne parlait l'anglais, j'ai donc été obligé d'apprendre le hongrois. » Sportivement l'année a été un succès, tout s'est très bien passé pour Myrhol : il a gagné le championnat de Hongrie, atteint la finale de la Coupe de Hongrie et est arrivé jusqu'en demi-finale de Ligue des Champions, éliminé d'un but par le PSA Pampelune.

### HSG Nordhorn-Lingen (2006-2009)
À la fin de la saison 2005/2006, une bonne offre du club allemand HSG Nordhorn arrive. Pouvoir jouer avec Børge Lund (demi-centre de l'équipe de Norvège) et de nombreux autres joueurs scandinaves et être entrainé par Ola Lindgren a fait la différence dans l'esprit de Myrhol. La tentation de joueur dans le meilleur championnat du monde était grande et il a donc logiquement signé à Nordhorn. « J'ai beaucoup aimé mes trois années passées à Nordhorn avec deux belles cinquièmes places en Bundesliga et une Coupe de l'EHF (C2) remportée en 2008. Les 7000 fans célébrant la victoire en Coupe EHF au Rothaus fut la meilleure expérience de ma carrière. »

### Rhein Neckar Löwen (2009-2015)
Transféré dans l'équipe de Rhein-Neckar Löwen après la faillite de Nordhorn, Bjarte Myrhol y retrouve Ola Lindgren et réalise une saison dans la lignée de sa dernière à Nordhorn. Une quatrième place en championnat, un quart de finale de Ligue des champions et surtout une finale de Coupe d'Allemagne perdue d'un but contre le HSV Hambourg, tel est le bilan de sa première saison chez les Lions de Mannheim.
La deuxième saison est une saison la plus aboutie. En course pour la première place de Bundesliga jusqu'aux trois quarts du championnat, Rhein Neckar finira quatrième et atteindra le Final Four de la Ligue des Champions. À titre personnel, l'intersaison de Myrhol sera particulièrement difficile car on lui détecte un cancer des testicules. La saison 2011/2012 du club allemand fut plus mitigée malgré un joli parcours en coupe EHF et une 5e place en Bundesliga. Quant à la saison 2012/2013, Rhein Neckar est actuellement second de Bundesliga grâce à un Myrhol de haut vol qui joue son meilleur handball, étant toujours aussi efficace en attaque et mais aussi en défense où il voit son temps de jeu augmenter considérablement.

### Skjern Håndbold (2015-2021)
En 2015, Bjarte rejoint les rangs du club danois du Skjern Håndbold. Il participe à la progression du club sur la scène nationale avec une Coupe du Danemark en 2016, une finale du Championnat du Danemark en 2017 et un titre la saison suivante. Entre-temps, le club s'affirme en éliminant le Veszprém KSE en huitièmes de finale de la Ligue des champions avant d'être éliminé en quart de finale par le HBC Nantes.

### THW Kiel (juin 2022)
Afin de pallier la longue absence pour blessure d'Hendrik Pekeler, le THW Kiel recrute Bjarte Myrhol en juin 2022 pour terminer la saison. Il devient alors vice-champion d'Allemagne et permet au club de termine troisième de la Ligue des champions.

## Palmarès

### En clubs
compétitions internationales
- Vainqueur de la Coupe de l'EHF (C2) (2) : 2008 et 2013
- Troisième de la Ligue des champions en 022

compétitions nationales
- Vainqueur du Championnat de Norvège (3) : 2003, 2004 et 2005
- Vainqueur de la Coupe de Norvège (3) : 2003, 2004 et 2005
- Vainqueur du Championnat de Hongrie (1) : 2006
- Deuxième du Championnat d'Allemagne en 2014, 2015 et 2022
- Vainqueur du Championnat du Danemark (1) : 2018
- Vainqueur de la Coupe du Danemark (1) : 2016

### En équipe nationale
championnats du monde
- 9e place au championnat du monde 2011 en Suède
- Médaille d'argent au championnat du monde 2017 en France
- Médaille d'argent au championnat du monde 2019 au Danemark et en Allemagne
- 6e place au championnat du monde 2021 en Égypte

championnats d'Europe
- 7e place au championnat d'Europe 2010 en Autriche
- 13e place au championnat d'Europe 2012 en Serbie
- 14e place au championnat d'Europe 2014 au Danemark
- 4e place au championnat d'Europe 2016 en Pologne
- 7e place au championnat d'Europe 2018 en Croatie

Jeux olympiques
- 7e place aux Jeux olympiques de 2020

### Récompenses individuelles
- élu meilleur joueur du championnat de Norvège en 2005
- élu meilleur pivot au championnat du monde 2017 en France

## Galerie

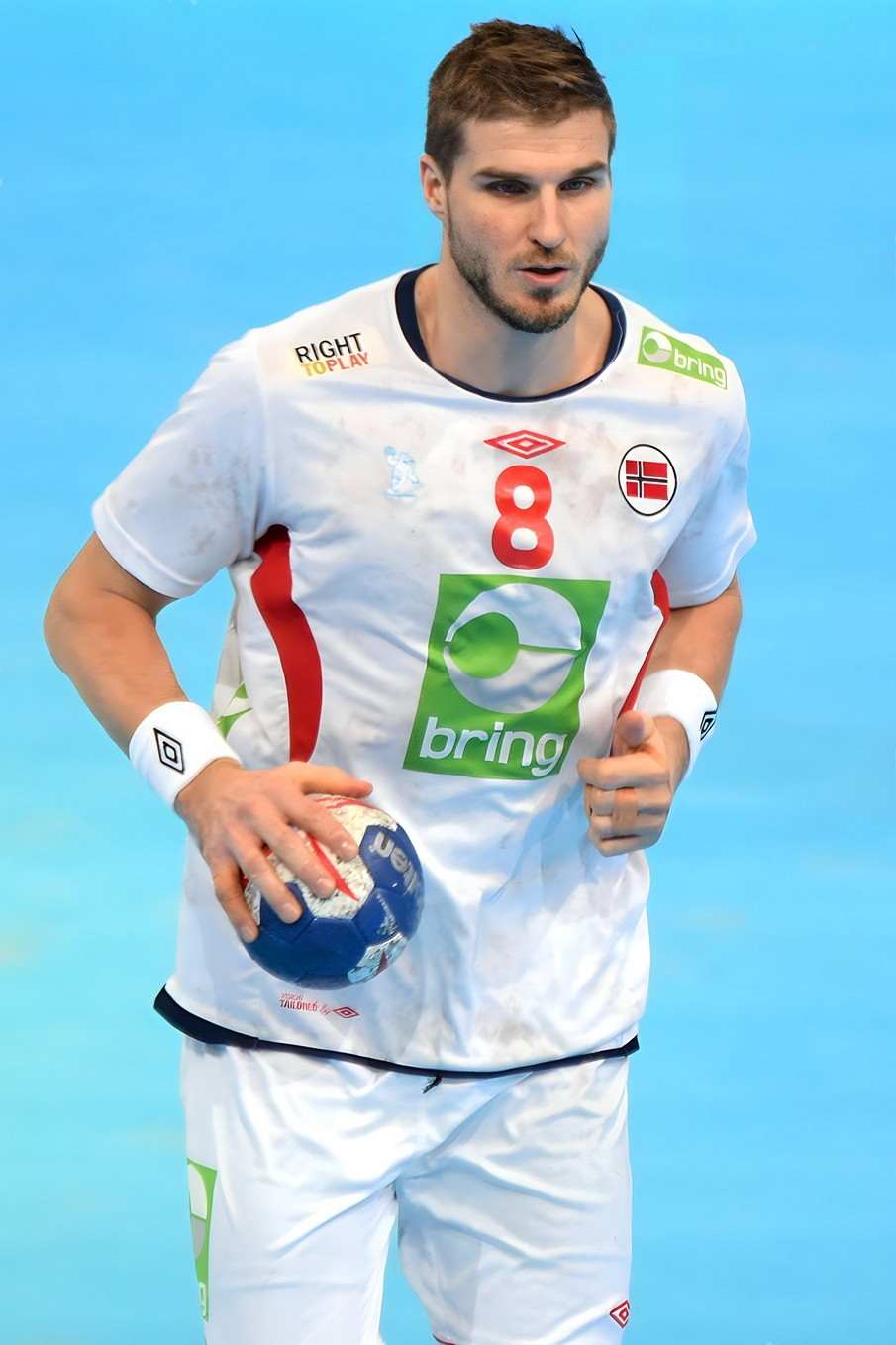
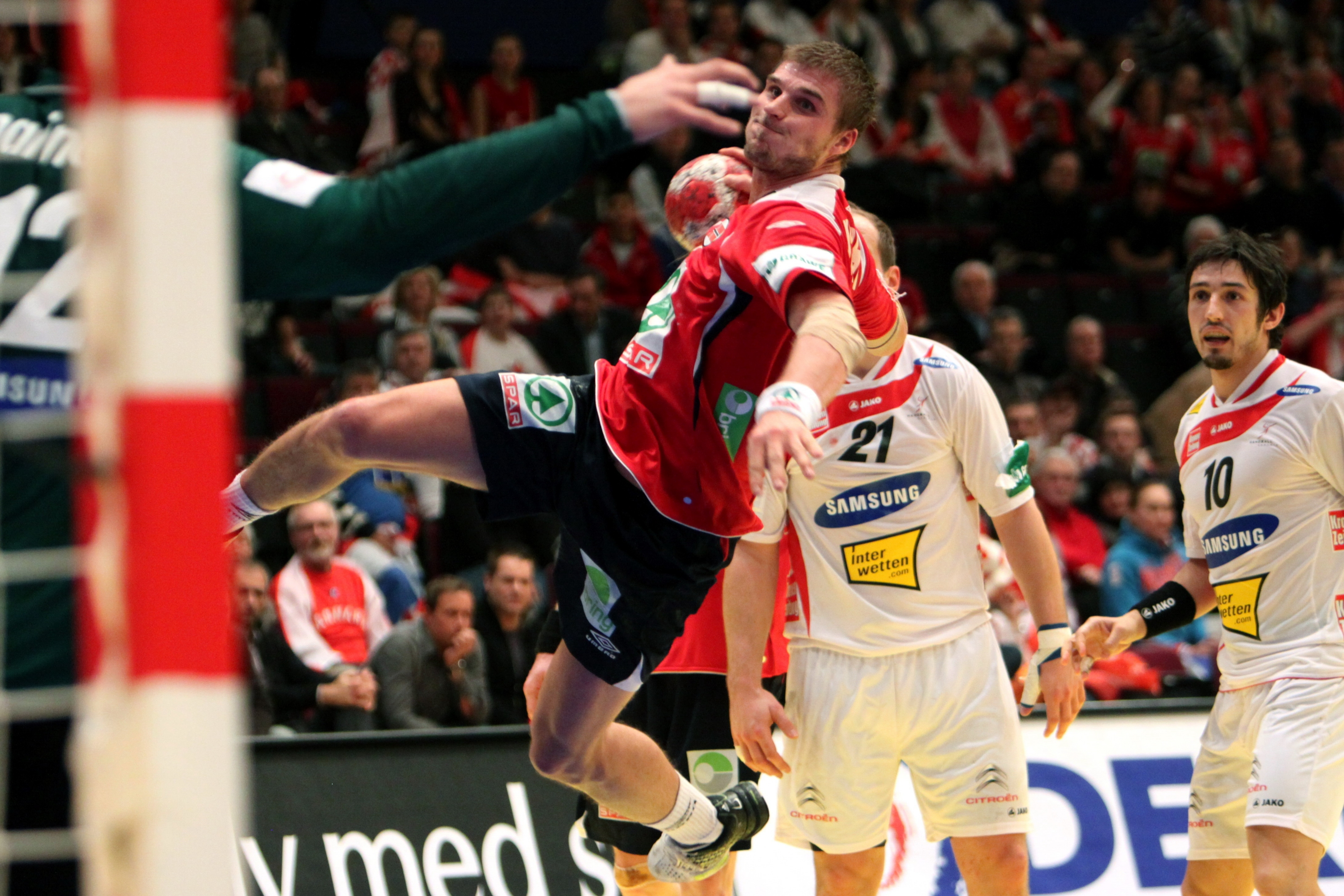
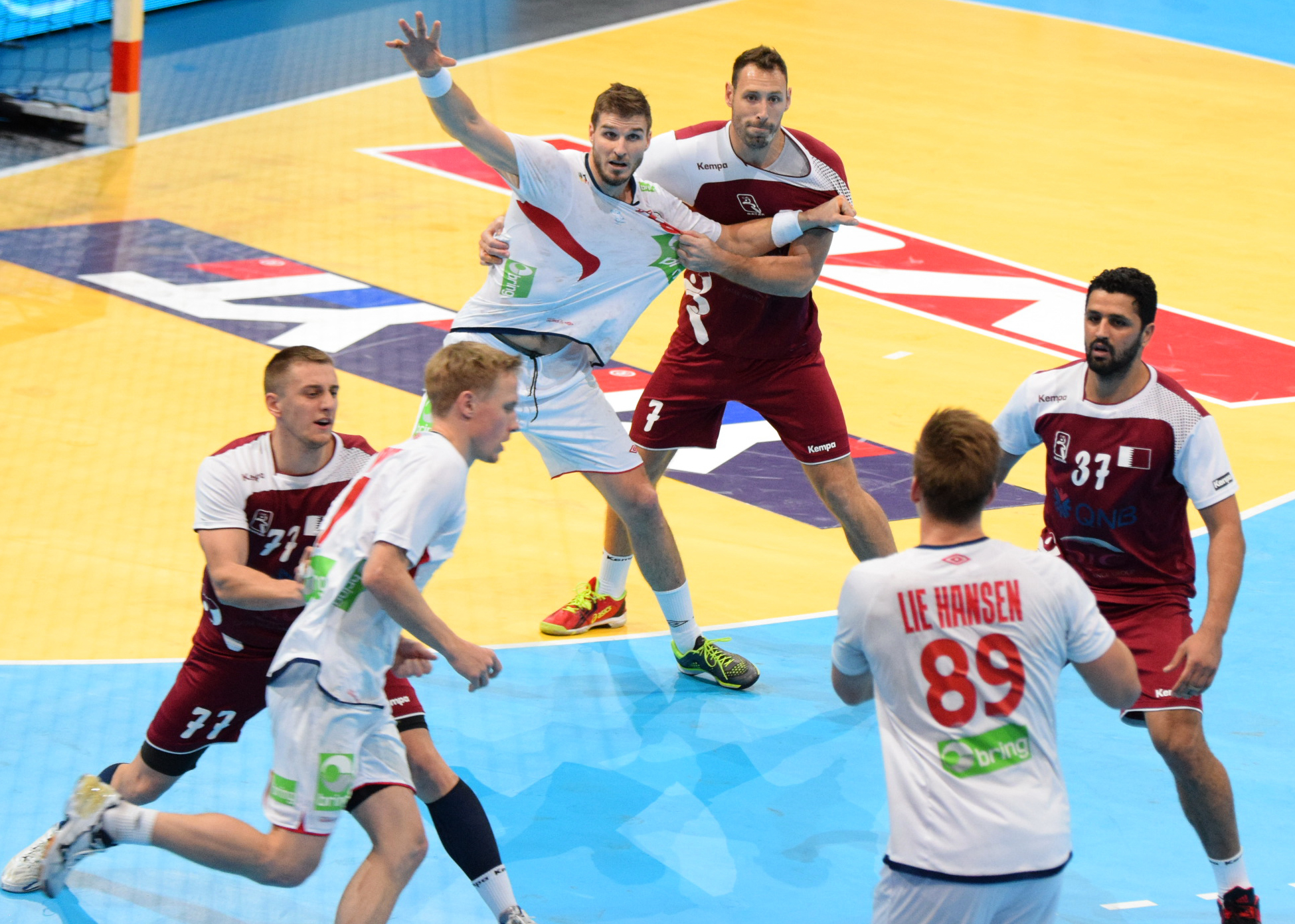
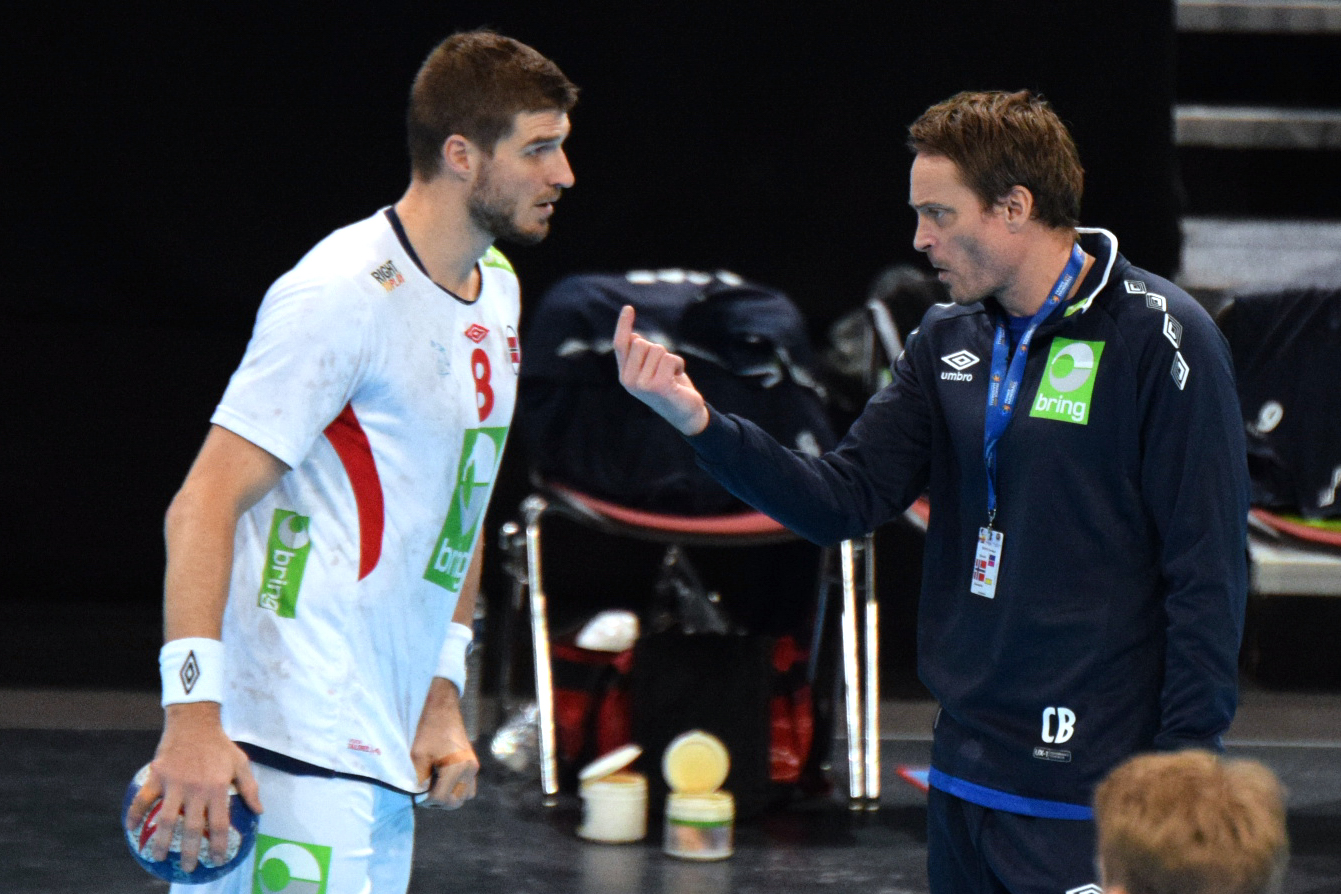
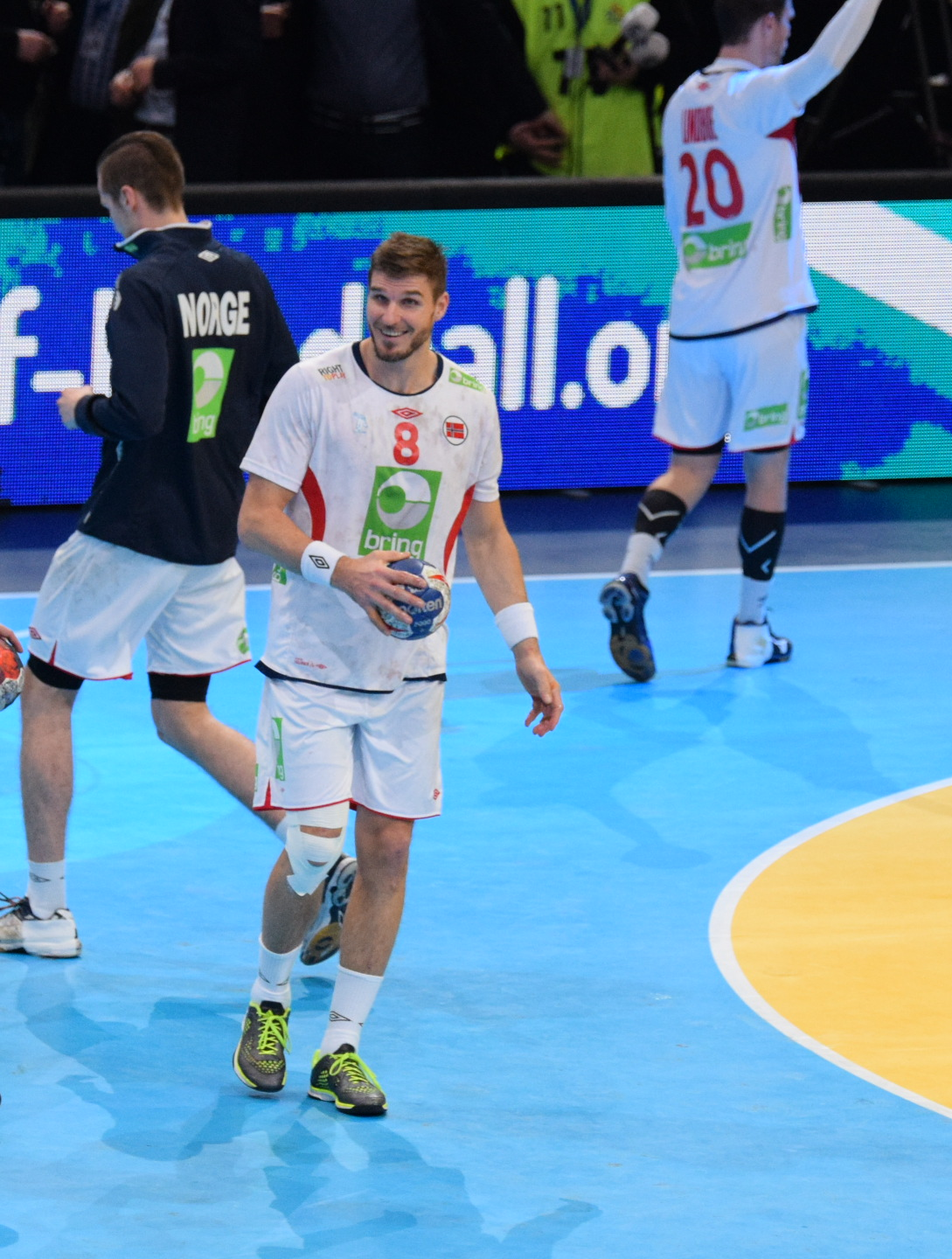